# Filippo Romagna
Filippo Romagna (Fano, 26 de mayo de 1997) es un futbolista italiano que juega de defensa en el U. S. Sassuolo Calcio de la Serie A.

## Carrera deportiva
Se formó como futbolista en las canteras del Rimini F. C. y de la Juventus de Turín, equipo que le cedió en la temporada 2016-17 al Novara Calcio de la Serie B, donde hizo su debut como profesional el 22 de octubre de 2016, en un partido frente al Avellino. Sin embargo, en enero de 2017, regresó a la Juventus para volverse a marchar cedido, en esta ocasión al Brescia Calcio, también de la Serie B.

### Cagliari
El 28 de julio de 2017 fichó por el Cagliari Calcio, logrando debutar en la Serie A el 17 de septiembre de 2017, en un partido frente al SPAL 2013.
En 2019 se marchó cedido a la U. S. Sassuolo Calcio hasta final de temporada. En septiembre de 2020 regresó al club tras haber sido adquirido en propiedad.

## Selección nacional
Fue internacional sub-17, sub-19, sub-20 y sub-21 con la selección de fútbol de Italia.

## Clubes
| Club                           | País   | Año       |
| ------------------------------ | ------ | --------- |
| Juventus F. C.                 | Italia | 2016-2017 |
| Novara Calcio (cedido)         | Italia | 2016-2017 |
| Brescia Calcio (cedido)        | Italia | 2017      |
| Cagliari Calcio                | Italia | 2017-2020 |
| U. S. Sassuolo Calcio (cedido) | Italia | 2019-2020 |
| U. S. Sassuolo Calcio          | Italia | 2020-     |
| A. C. Reggiana 1919 (cedido)   | Italia | 2023-2024 |

## Palmarés

### Campeonatos nacionales
| Título  | Club                  | País   | Año     |
| ------- | --------------------- | ------ | ------- |
| Serie B | U. S. Sassuolo Calcio | Italia | 2024-25 |